# Luis Piedrabuena
Miguel Luis de Piedra Buena Rodríguez más conocido como Luis Piedrabuena (Carmen de Patagones, 24 de agosto de 1833 – Buenos Aires, 10 de agosto de 1883) aunque con menor frecuencia como Luis Piedra Buena fue un marino argentino cuyas acciones en la Patagonia oriental —además del archipiélago de Tierra del Fuego y la península Antártica desde 1848— consolidaron la soberanía territorial, cuando entonces esa región estaba poco habitada por pueblos tehuelches bajo el cacicazgo mayor de Casimiro "Biguá" Fourmantin y casi nula de población criolla, además de no estar protegidas por el Estado nacional.
En 1868, el gobierno le otorgó en reconocimiento por su labor patriótica las primeras concesiones de tierra en el sur, entregándole en propiedad las islas Pavón y de los Estados, y el poblado santacruceño de Las Salinas fundado por él mismo en el año 1864.
Sus biógrafos lo consideran uno de los más relevantes próceres patagónicos. Piedra Buena alcanzó en el escalafón naval el grado de teniente coronel de Marina que se equipara actualmente al de capitán de fragata.
En homenaje al centenario del nacimiento del marino fundador del poblado «Paso Santa Cruz» —que había surgido a partir de la isla Pavón y cuyo penúltimo nombre había sido «Paso Ibáñez»— pasaría a llamarse definitivamente Comandante Luis Piedra Buena, el 24 de agosto de 1933, habiéndose cumplido también el cincuentenario de su fallecimiento el día 10 del corriente.
A su esposa Julia M. Dufour también le harían un reconocimiento en la misma provincia de Santa Cruz llamando en forma homónima a una de sus localidades y a una estación ferroviaria, cercanas a la ciudad de Río Turbio.

## Biografía

### Origen familiar y primeros años

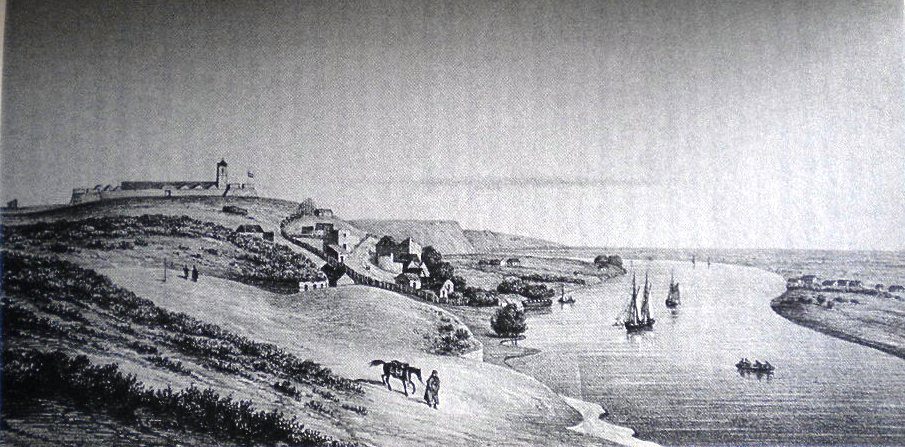
Dibujo de Carmen de Patagones (por Alcide d'Orbigny, en su visita de 1829)

Miguel Luis Piedrabuena había nacido el 24 de agosto de 1833 en Carmen de Patagones, el poblado más austral de la entonces provincia de Buenos Aires que formaba parte de la Confederación Argentina, siendo hijo de Hipólito Piedrabuena (n. Santa Fe, ca. 1803) y de la maragato-argentina Vicenta Sabina Rodríguez (n. Carmen de Patagones, ca. 1815).
La vivienda en donde residió desde el nacimiento era una amplia casa colonial de grandes adobes, ventana con rejas y techo de tejas tipo español. La misma estaba situada al pie del barranco que coronaba en aquel entonces la fortaleza, donde hoy está la iglesia parroquial.
Ya desde muy temprana edad se sintió atraído por el mar. Su relación con tres hombres de mar en la infancia, jalonaron su vida de marino. Fue uno de estos, el capitán ballenero estadounidense G. Lemon con quien navegó de muy joven, desde Patagones hasta Buenos Aires. Posteriormente, un viejo amigo de su padre, el capitán y excorsario James Harris quien lo recibió en su casa en Buenos Aires, lo inscribió en una escuela primaria y más tarde lo hizo frecuentar un establecimiento superior de especialidades náuticas. Al regresar a Patagones, cinco años después, continuó piloteando embarcaciones hasta lograr construir su propio cúter.
En 1847 tocó el puerto de Patagones otro ballenero estadounidense, el John E. Davison, al mando del experimentado capitán William Horton Smiley. A este marino de trato paternal, la familia Piedrabuena encomendó la formación marinera de su hijo Luis, quien ya cumplía 15 años de edad. El ballenero zarpó de Patagones el 23 de julio del citado año, poniendo rumbo a la zona antártica. En dicha singladura alcanzó la latitud de 68.º Sur por lo que Piedrabuena puede ser considerado el primer argentino que penetró en dicho continente.
La vida áspera y dura de a bordo, el frío y los mares embravecidos así como largas guardias en los palos del buque fortalecieron su carácter y lo prepararon para las grandes empresas en que participaría en el futuro.

### Cronología de su vida en el mar y contactos con el pueblo tehuelche

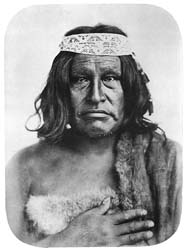
Teniente coronel Casimiro "Biguá" Fourmantin, cacique mayor tehuelche de la Patagonia oriental.

- En 1848, como primer oficial de la goleta E.Davinson, Piedrabuena arriba a las islas Malvinas —que hace quince años fueron desalojadas de argentinos por fuerzas británicas y desde hace nueve, colonizadas por estos mismos— para cargar víveres y luego continuar hacia el cabo de Hornos. Cruza al continente antártico, para cazar ballenas, y regresa a su ciudad natal Carmen de Patagones.[10]
- En 1849, Piedrabuena zarpa del puerto de Montevideo a Tierra del Fuego, para aprovisionar a los misioneros anglicanos del grupo de Allen Gardiner. Como todo un héroe, rescata en la isla de los Estados, a catorce náufragos de un buque alemán. Al llegar a la isla Navarino, se entera de que los misioneros ingleses se habían trasladado a puerto Spaniard, y dirigiéndose hacia allí por el canal de Beagle, se encuentra con una de las dos naves con siete cadáveres, no encontrando la otra donde estaría Gardiner[9] (esa característica de solidaridad y arrojo quedaría como eslogan del marino que fue Piedrabuena).
- En 1850 es el primer oficial de la goleta Zerabia. Lleva lanares y vacunos a las islas Malvinas. Regresa a la Antártida y navega los canales fueguinos, conoce a los pueblos aonikenk de la Patagonia —en esa época conocidos como «tehuelches» o «patagones»— tratando de inculcarles el sentido de la Patria. Durante tres años se quedará al mando de una ballenera.[9]
- En 1852, cerca de la bahía Margarita, su barco queda atrapado en el hielo permaneciendo aislado durante un mes (en donde un siglo después se erigirá la base antártica argentina San Martín, el 21 de marzo de 1951).[10]
- En 1854, con la nave bajo su mando que le adjudica Smiley, viaja a la ciudad de Nueva York, adonde permanece dos años completando sus estudios náuticos en una escuela de marina.[9]
- En 1856 Piedrabuena navega por el golfo de México y el mar Caribe en la nave estadounidense de Smiley durante dos años.
- En 1858, regresa con la nave Nancy a los mares australes y otra vez auxilia a 24 náufragos de un temporal. Al mando de la goleta Manuelita, armada por el capitán estadounidense William H. Smiley —maestro de Piedrabuena y apodado "Cónsul de los Mares"— rescata de la muerte en Punta Ninfas a 42 hombres de la tripulación de la ballenera Dolphy, de los Estados Unidos.[9]
- En 1859 remonta el río Santa Cruz, llegando a una isla fluvial a la que denomina Pavón, la cual le será cedida en propiedad por el Estado nueve años después, instalando en ella un rancho y una factoría y además, habilita un puesto de apoyo en la isla de los Estados, al este-sudeste de Tierra del Fuego, llamado «Puerto Cook».[1]
- En 1860, cuenta con su propio buque, la goleta Nancy, que procede a armar para defender el territorio y las costas del sur patagónico, en tanto continúa salvando vidas. Como pasaban los meses y no se tenía noticias de la nueva misión anglicana que había sido fundada en octubre de 1859, ni de la goleta Allen Gardiner, el pastor George Pakenham Despard —padre adoptivo de Thomas Bridges— de la misión anglicana de la isla Vigía del archipiélago de Malvinas —erigida en 1856— contrató sus servicios con la goleta Nancy en la que se dirigió a la caleta Wulaia de la costa occidental de la isla Navarino, a la que arribó en abril de este mismo año, encontrándola fondeada y desmantelada en el puerto, siendo su único tripulante el cocinero Alfred Cole, en pésimas condiciones físicas y mentales.[9]
- En 1862, arma en la isla de los Estados un pequeño refugio en cabo San Juan —futuro lugar que el 18 de abril de 1884, el comodoro Augusto Lasserre construiría el faro de San Juan de Salvamento, más conocido como el «Faro del Fin del Mundo»— quedando al cuidado de los hombres de su tripulación y alzando en él la bandera nacional.
- En 1863, arriba a la bahía San Gregorio, en la orilla continental del estrecho de Magallanes, y hace amistad con el cacique mayor Casimiro Biguá —un importante tehuelche criado desde 1829 por el marino argentino de origen francés y comandante del fuerte de Carmen de Patagones, Francisco Fourmantin— transportándolo a Buenos Aires y consiguiendo que el presidente Bartolomé Mitre designe oficialmente a Biguá como «cacique de San Gregorio» y el rango de capitán del Ejército Argentino. Piedrabuena obsequia a Biguá el pabellón de su barco, que deja de llamarse Nancy para nombrarlo como al heroico marino criollo: «Espora». Escribe sobre un peñasco del cabo de Hornos: «Aquí termina el dominio de la República Argentina», señalando el extremo sur reclamado por dicha Nación en el continente americano.[11]

### Altruismo, soberanía argentina y reconocimientos nacional e internacional

Disputa de la Patagonia Oriental, Tierra del Fuego y el estrecho de Magallanes entre Argentina y Chile durante el.

En uno de sus viajes a la ciudad de Buenos Aires, el 22 de julio de 1863, fue iniciado en la logia Obediencia a la Ley N.º 13, y el 2 de diciembre de 1864, el Gobierno Nacional, por defender la soberanía argentina en la Patagonia, le entregó los despachos de «capitán honorario sin sueldo».
En el mismo año, el marino Luis Piedrabuena fundó un pequeño establecimiento llamado «Las Salinas», frente a la costa de la isla Pavón y en la margen meridional del río, que actualmente depende de Puerto Santa Cruz. y lo dejaría a cargo de tres marineros para que fueran recibiendo a los colonos que se irían instalando en los años venideros, hacia 1867.
Transcurrieron los años y Piedrabuena siguió su labor de socorrer náufragos, dejando a veces abandonados sus intereses comerciales y a la vez, inculcando a los aborígenes que ellos mismos eran hijos de la República Argentina, cuya soberanía debieran defender. Numerosas navegaciones siguió realizando por las costas de la Patagonia, Malvinas y Tierra del Fuego.
En 1868, el gobierno le otorgó las primeras concesiones de tierra en el sur, entregando a Piedrabuena la isla Pavón y la isla de los Estados, además del poblado Las Salinas. El 2 de agosto del siguiente año contrajo enlace con Julia M. Dufour llevándola a principios de octubre a conocer en la goleta Espora, a modo de "luna de miel", sus nuevas propiedades en la Patagonia austral y con quien tendría cinco hijos.

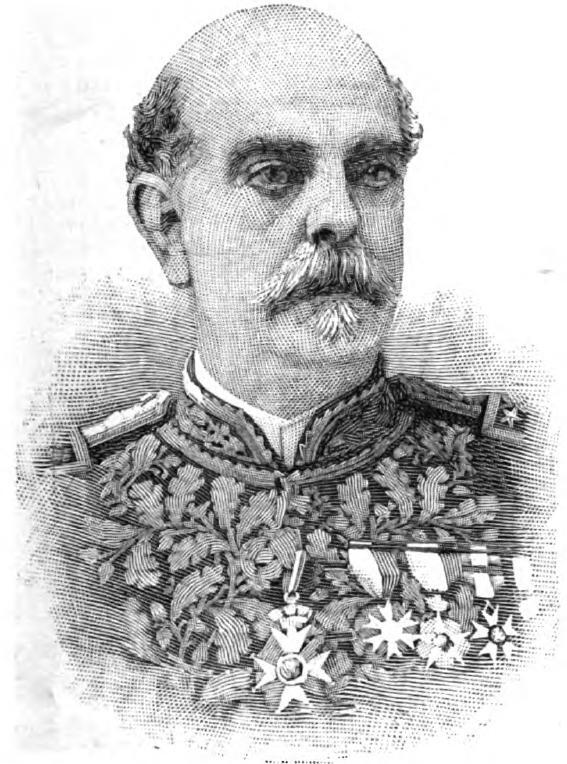
Óscar Viel y Toro, gobernador chileno del Territorio de Magallanes con sede en la ciudad de Punta Arenas.

Presencia efectiva de Chile en la Patagonia Austral entre 1843 y 1879.

A finales de octubre del mismo año, una vez de dejar a su esposa en la ciudad chilena de Punta Arenas, Piedrabuena viajaría nuevamente a Buenos Aires para visitar al nuevo presidente argentino Domingo Faustino Sarmiento, solicitándole el cumplimiento de embarcar la tropa prometida hacia la bahía de San Gregorio en donde se fundaría una población pero solo recibiría una negativa debido a la precaria situación económica y naval del país que no podría afrontar una nueva contienda bélica, pero a pesar de todo, seguiría comerciando pacíficamente con los aborígenes, alimentándoles el sentimiento patriótico argentino, hasta que Biguá le volvió a ofrecer fundar el establecimiento de San Gregorio pero el gobernador de Magallanes, Óscar Viel y Toro, lograra impedirlo pero al mismo tiempo le pedía que rescatara la tripulación del bergantín Tresponts que había sido atacado por aborígenes, a lo que accedió sin retribución alguna, y al mando de la goleta chilena Rippling Wave fue en su rescate, aunque solamente encontrara despojos que procedería a sepultarlos.

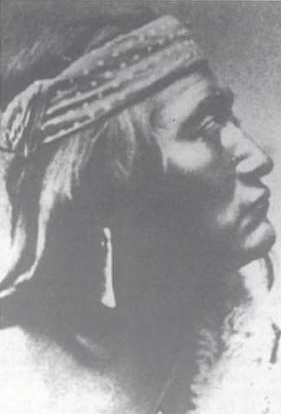
Cacique Papón, hijo e inmediato sucesor de Biguá, leal a Chile.

De todas formas, a pesar de no concretar la tan ansiada fundación en el estrecho magallánico, Piedrabuena lograría mediar entre los tehuelches y el Estado, por lo cual en el valle de Genoa el cacique mayor de la Patagonia oriental que había sido nombrado teniente coronel del Ejército Argentino desde hacía cuatro años, Casimiro "Biguá" Fourmantin, y cinco jefes principales aliados de varios clanes, se reunieron en medio de la estepa con la intención de discutir acerca de la conveniencia de ponerse al servicio de la Argentina o de Chile, siendo los dos países que reclamaban soberanía sobre esas tierras, y luego de varias jornadas, reconocerían formalmente la soberanía argentina el 3 de noviembre de 1869, siendo izada su bandera a la cual le jurarían fidelidad, comprometiéndose a defender los territorios nacionales, sin embargo, el hijo de Biguá, el Cacique Papón, reemplazó este acuerdo más adelante por uno en el cual jura fidelidad a Chile.
Viajando con la goleta Espora a la isla de los Estados, en marzo de 1873, allí lo sorprendió un terrible temporal que abatió la nave contra las rocas, produciéndose la pérdida de la misma. Con los restos de esta nave y luego de una ardua tarea, construyó el pequeño cúter Luisito, navegando hacia la ciudad chilena de Punta Arenas. Desde este punto volvieron a la isla antes citada, salvando en esa oportunidad a los náufragos del buque Eagle y del Doctor Hanson.
Por los acontecimientos antes citados, Alemania premió el acto de arrojo y envió a Piedrabuena un magnífico anteojo en un estuche cuya plaqueta rezaba:

Nosotros, Guillermo, por la Gracia de Dios Emperador de Alemania y Rey de Prusia: Consideramos esta caja como recuerdo de gratitud al capitán D. Luis Piedrabuena, del buque argentino "Luisito", por los servicios prestados en el salvamento de la tripulación del Dr. Hanson naufragado en octubre de 1874.

El gobierno de la República Argentina compró la corbeta Cabo de Hornos, le dio los despachos de sargento mayor con grado de teniente coronel el 17 de abril de 1878, y lo puso al mando de la misma, siendo su segundo Martín Rivadavia. El día 1 de diciembre del mismo año, cuando la expedición argentina de Luis Py procediera a izar definitivamente la bandera argentina en la cumbre del cerro Misioneros, en la orilla diestra del río, dando oficialmente origen al Puerto Santa Cruz y en plena tensión argentino-chilena, fue que el 4 de enero de 1879, el comandante Piedrabuena llegaría al mismo puerto en la Cabo de Hornos con la noticia del cese de las hostilidades entre ambos países desde el 6 de diciembre pasado gracias al pacto Fierro-Sarratea, y llevaba a bordo al cirujano mayor Federico R. Cuñado —hijo del médico español Gabriel Cuñado— quien tuvo que afrontar una epidemia de escorbuto a bordo, además de portar víveres, cargamento de carbón y la lancha de vapor Monte León necesaria para proveerse de agua dulce en la isla Pavón ya que la del estuario es salobre.
En 1881 se firma el Tratado de Límites entre Argentina y Chile el cual reconoce el Estrecho de Magallanes, en su totalidad, en soberanía chilena.
En 1882, intervino con la Cabo de Hornos en la expedición científica a la Patagonia meridional, del marino italiano Giacomo Bove. El viaje tuvo una duración de ocho meses y reconoció como centro principal de observación la isla de los Estados, que el gobierno había otorgado a Piedrabuena.
El 8 de noviembre del mismo año, el presidente argentino Julio A. Roca, le dio el grado efectivo de teniente coronel de la Marina de Guerra.
La isla de los Estados, la Antártida, río Santa Cruz, Tierra del Fuego, angosturas del Estrecho magallánico, Punta Arenas, cabo de Hornos en la isla homónima, son jalones de sus proezas náuticas.
Escribió varias memorias que presentó al Gobierno argentino y estableció relaciones amistosas con las tribus de la Patagonia, a las cuales trató de inculcar por diversos medios el sentimiento de la nacionalidad. En muchas correrías por los mares del sur, salvó a centenares de náufragos por lo cual fue objeto de menciones honoríficas y condecoraciones por parte de varios Estados europeos. El Gobierno de su país premió tan meritorios servicios, confiándole el grado de capitán honorario y posteriormente el de teniente coronel de la Armada Argentina, poniéndolo nuevamente bajo sus órdenes a la corbeta Cabo de Hornos.
A este embajador sui generis se le daban solo instrucciones verbales, pagándole con honores y concesiones que nada costaban. En la actualidad, su nombre figura solo en cuatro decretos oficiales.

### Su tarea salvaguardando la vida humana en el mar y el cabo de Hornos
A lo largo de una vida en la cual pasó más tiempo en el mar que en tierra, Piedrabuena se constituyó en el arquetipo del marino que arriesga la vida y su barco, para salvar a quienes naufragaban en las aguas tormentosas del Atlántico Sur. En especial su área de rescate, estuvo centrada en la isla de los Estados donde en 1862 construyó un refugio para quienes naufragaban en sus costas.
Su primer salvamento fue justamente en dicha isla cuando contaba tan solo con 16 años de edad y era tripulante del velero Davison, del capitán Smiley. En esa ocasión rescató a catorce tripulantes de un barco alemán que se había estrellado contra las rocas de la Isla de los Estados en la cual no había señalización alguna. El último de sus rescates fue en el mismo lugar en diciembre de 1881 cuando la barca inglesa Pactolus naufragó en medio de una gran tormenta.
Su gesta solitaria y solidaria en esos mares, cuando el Estado estaba ausente, orientó e inspiró posteriormente todos los esfuerzos argentinos en lo atinente a la búsqueda y rescate de la vida humana en el mar en su vasta área de responsabilidad. Por haber rescatado a más de 146 náufragos a lo largo de su vida recibiría reconocimientos del emperador Guillermo I de Alemania, de la reina Victoria del Reino Unido y de otros jefes de Estado.

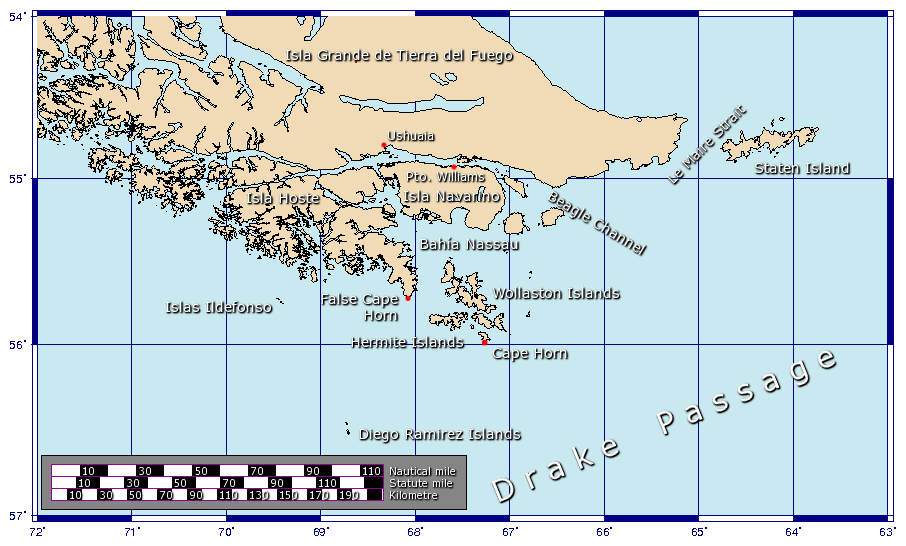
Cabo de Hornos, actualmente de la República de Chile.

Según un grabado de puño y letra en una piedra de un acantilado del cabo de Hornos:

"Aquí termina el dominio de la República Argentina.

En las Isla de los Estados (Puerto Cook) se socorre a los náufragos"

«Nancy», 1863

Cap. L. Piedrabuena

### Los barcos que comandó
- Goleta Manuelita
- Bergantín Nancy (luego cambió su nombre a Espora).
- Cúter Luisito (que fuera llamado así en honor a su segundo hijo, fallecido muy joven).
- Goleta Santa Cruz
- Goleta Cabo de Hornos.

### Su fallecimiento

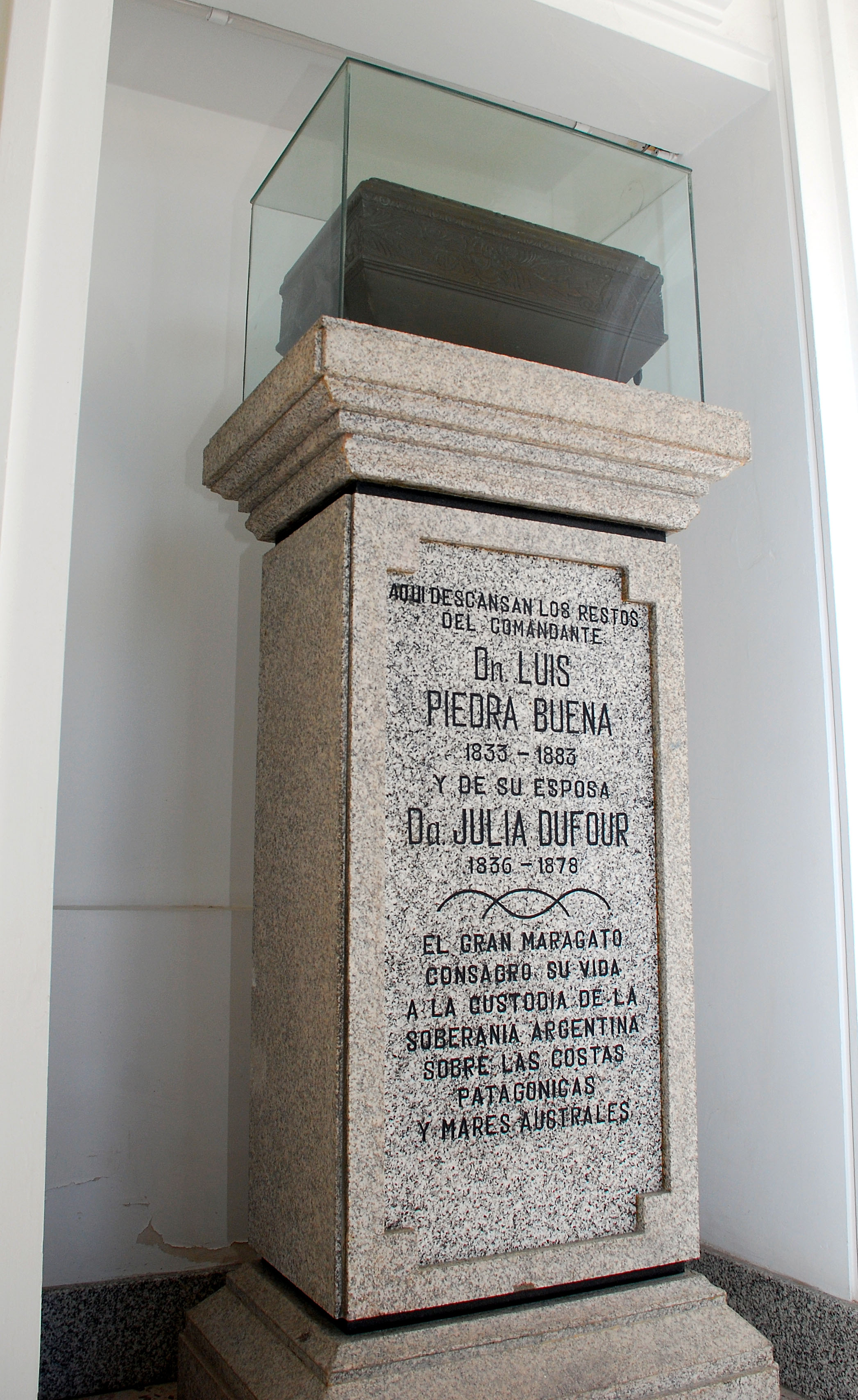
Vista interna del sepulcro de Luis Piedrabuena en Carmen de Patagones.

A principios del último año de su vida, el comandante había sido galardonado con una medalla de oro de parte del Instituto Geográfico de Buenos Aires.
El capitán Luis Piedrabuena, fallecería el día 10 de agosto de 1883 a las 20:45 horas, a los casi 50 años de edad, en su vivienda de la calle Tucumán N.º 50 de la ciudad de Buenos Aires.
Según el contralmirante Laurio Destefani:

"Un dolor sin palabras golpeó a los hombres de la Armada: se ha ido el más marino de los marinos"

.
Según el teniente general Bartolomé Mitre:

"La pasión de su vida fue asegurar para la patria los vastos territorios del sur argentino [...] por mucho tiempo los defendió solo con un pequeño buque de su propiedad."
Bartolomé Mitre en el diario La Nación

## Matrimonio y descendencia
El marino Luis Piedrabuena con casi 36 años de edad contrajo matrimonio en Buenos Aires el 2 de agosto de 1869 con Julia M. Dufour (n. 1838), hija de un francés que se desempeñaba como práctico en el Río de la Plata. En octubre de ese mismo año, ambos zarparon en una larga singladura hacia los mares patagónicos a bordo de la goleta Espora y como parte del viaje visitaron la isla de los Estados, donde desembarcaron en el refugio que el comandante había construido en 1859 para quienes naufragaran en esas costas solitarias, y pocos días después arribarían también a la isla Pavón, ambas en ese entonces eran propiedad suya ya que fueran otorgadas por el Gobierno nacional. Luego pasarían a Punta Arenas, en Chile, dejando allí a su mujer.
El matrimonio tuvo cinco hijos: Luis, Ana, María Celestina, Julia Elvira y otro hijo también llamado Luis, nacido tras la muerte de su hermano del mismo nombre y de Julia Elvira.
El 6 de agosto de 1878, en Buenos Aires, Julia Dufour de Piedrabuena fallecería de tuberculosis a los pocos meses de parir a su segundo varón, mientras su marido se encontraba en alta mar. Ella habría sido el sostén del caballero de mar, ayudándolo y compartiendo con él sus ideales, representando de esta manera a las pioneras argentinas, siendo la primera mujer blanca que pisara suelo santacruceño. En su honor, en la actualidad, hay un pueblo de la misma provincia llamado «Julia Dufour».

## Homenajes
La Ruta Nacional 3, que recorre toda la costa atlántica, se llama Comandante Luis Piedrabuena. 
El primer muelle construido en la localidad de Puerto Madryn fue nombrado Muelle Luis Piedrabuena. Asimismo, un barrio al sureste de esta localidad lleva su nombre.
En su pueblo natal, Carmen de Patagones, existe una calle, un club náutico, una escuela, un jardín de infantes, un parque costero y una isla que llevan su nombre.
Hay barrios con su nombre en Viedma, Azul, Ushuaia, Bahía Blanca, Posadas y Cipolletti.
Hay plazas con su nombre en Stroeder, Las Grutas, Ushuaia, Bahía Blanca, Villa Lugano, Cipolletti y Rada Tilly.
Un cerro del Parque Nacional Los Glaciares se llama Piedrabuena.
Un cabo de la Isla Navarino, en Chile, lleva el nombre de Punta Piedrabuena.
Al pequeño estrecho entre las islas Gable y Upú, en el Canal Beagle, se lo denomina Paso Piedrabuena.
En San Isidro, hay un club náutico con su nombre.
Al este de la provincia de Santa Cruz, al margen del río homónimo, existe un municipio que cambió su nombre al de Comandante Luis Piedrabuena el 24 de agosto de 1933, en homenaje al centenario del nacimiento de su fundador.
En el barrio Villa Lugano de la ciudad de Buenos Aires existe un complejo habitacional llamado «Barrio Comandante Luis Piedrabuena».
En 1977, el buque de guerra estadounidense USS Collett DD-730 (1944) fue comprado por la Armada Argentina y renombrado ARA Piedrabuena (D-29).. Estuvo en servicio hasta el año 1985, y participó de la Guerra de Malvinas. Anteriormente, había sido bautizada como "Piedrabuena" (P-39) una de las fragatas  de la clase "Azopardo", en servicio entre 1958 y 1972. En el año 2021, la entrada en servicio del patrullero oceánico ARA Piedrabuena (P-52) -uno de los cuatro nuevos Patrulleros Oceánicos o "OPV" de la clase Gowind - recuperó la tradición de honrar al prócer santacruceño bautizando buques de la Armada Argentina con su nombre.
En la provincia de Santa Cruz existe un desvío ferroviario —y antigua estación de trenes— llamado en su honor Apartadero Piedrabuena.
En los años ochenta se puso en funcionamiento la central termoeléctrica Luis Piedrabuena, en la ciudad de Ingeniero White (provincia de Buenos Aires).
En 1961, durante el quinto período como intendente de Teodoro Bronzini, se le impuso su nombre a una de las calles de Mar del Plata Archivado el 10 de agosto de 2017 en Wayback Machine., y la Escuela Técnica n.º 1, ubicada en el puerto de la ciudad, lleva el nombre de Luis Piedrabuena.